# Петров, Иван Иванович (генерал-лейтенант)
Иван Иванович Петров (27 сентября 1895, Брянск — 4 августа 1979, Киев) — советский военачальник. Принимал участие в гражданской войне в России и Великой Отечественной войне, которую закончил в должности заместителя командующего танковыми войсками 1-го Украинского фронта. После войны с 1946 по 1959 год — начальник Киевского объединенного училища самоходной артиллерии им. Фрунзе. Генерал-лейтенант танковых войск (1945).

## Биография
Во время Первой мировой войны — командир роты 121-го Пензенского пехотного полка.
После революции 1917 года, находился на должностях:
 — Командира роты, затем с сентября 1918 г. 2-го батальона 15-го района 3-го Пограничного округа (15-го пограничного полка 3-й пограничной дивизии 1-й Украинской Советской Армии);
 — Командира 2-го батальона 393-го Таращанского полка 44 стрелковой дивизии;
 — Командира 3-го батальона 391-го Таращанского полка;
 — Начальника полковой школы;
 — Комполка.
С июля 1940 года - заместитель командира 12-й танковой дивизии.
Начало Великой Отечественной войны встретил в занимаемой должности. В августе 1941 года назначен начальником Соликамского танкового училища.
В период Великой Отечественной войны с апреля 1942 по февраль 1943 года — командир 192-й танковой бригады.
19 января 1943 года полковнику И. И. Петрову присвоено воинское звание «генерал-майор танковых войск.
С 1943 по 1945 года генерал-майор танковых войск Петров Иван Иванович на должности заместителя командующего танковыми войсками Воронежского, 1-го Украинского фронтов.
27 июня 1945 года И. И. Петрову присвоено следующее воинское звание «генерал-лейтенант» танковых войск.
После войны — заместитель командующего танковыми войсками Центральной группы войск.
С 1946 по 1959 год на должности начальника Киевского объединенного училища самоходной артиллерии имени Фрунзе. Позже на должности старшего научного сотрудника Института психологии АН УССР.
Скончался в Киеве 4 августа 1979 года. Похоронен на Байковом кладбище.

## Награды
Петров Иван Иванович был награждён орденом Ленина, 4 орденами Красного Знамени, орденами Кутузова 1 и 2 степени, орденом Богдана Хмельницкого 1 степени, орденом Суворова 2 степени, имел 8 медалей и 4 чехословацких награды.

## Труды
- Стрельба из танков и самоходно-артиллерийских установок с закрытых огневых позиций. Учебное пособие. Воениздат, 1958. — 240 с.